# Атлетика на Медитеранским играма 2013 — бацање диска за мушкарце
Бацање диска у мушкој конкуренцији на Медитеранским играма 2013 одржано је у турском граду Мерсину 27. јуна, на Атлетском стадиону Невин Јанит.
Учествовало је 10 такмичара из 9 земаља. Због малог броја учесника није било квалификација него су сви аутоматски учествовали у финалу.

## Земље учеснице
- Хрватска (1)
- Кипар (1)
- Египат (1)
- Француска (2)
- Грчка (1)
- Италија (1)
- Либија (1)
- Црна Гора (1)
- Турска (2)

## Сатница
Време (UTC+3).
| Датум        | Време | Ниво   |
| ------------ | ----- | ------ |
| 27. јун 2013 | 18:15 | Финале |

## Победници
|                       |                            |                           |
| Мартин Марић Хрватска | Ерцимент Олгундениз Турска | Данијел Фуртула Црна Гора |

## Резултати

### Финале
Свих 10 бацача кугле у квалификацијама бацају по три пута. Најбољих 8 имају право на још три бацања. Најбољи резултат од свих 6 бацања бележи се као крајњи резултат.
| Пл. | Атлетичар              | Држава             | #1    | #2    | #3    | #4    | #5    | #6    | Резултат | Бел. |
| --- | ---------------------- | ------------------ | ----- | ----- | ----- | ----- | ----- | ----- | -------- | ---- |
|     | Мартин Марић           | Хрватска           | 59,88 | 60,78 | 61,46 | 60,18 | 61,12 | 60,21 | 61,46    |      |
|     | Ерцимент Олгундениз    | Турска             | 61,46 | х     | х     | 60,78 | 61,02 | х     | 61,46    |      |
|     | Данијел Фуртула        | Црна Гора \| 59,70 | х     | 61,44 | х     | х     | 59,47 | 61,44 |          |      |
| 4   | Ирфан Јилдирим         | Турска             | 60,28 | 61,15 | х     | х     | 61,21 | 60,42 | 61,21    |      |
| 5   | Ђовани Фалочи          | Италија            | 56,32 | х     | 59,23 | х     | х     | 60,21 | 60,21    |      |
| 6   | Јасер Фети Ибрахим     | Египат             | 52,28 | 55,24 | 58,26 | 57,50 | 59,72 | 58,40 | 59,72    |      |
| 7   | Апостолос Парелис      | Кипар              | 56,07 | 59,40 | 57,41 | 58,40 | 57,45 | 58,91 | 59,40    |      |
| 8   | Јоргос Тремос          | Грчка              | 54,41 | 54,29 | х     | 54,41 | 55,93 | 55,47 | 55,93    |      |
| 9   | Jean-François Aurokiom | Француска          | х     | 52,46 | 53,69 |       |       |       | 53,69    |      |
| 10  | Ali Khalifa Maaloul    | Либија             | 50,87 | х     | 53,67 |       |       |       | 53,67    |      |